# Conroe (microprocessore)
Conroe era il nome in codice del processore Intel Core 2 Duo per il settore desktop. Era diventato il successore del Pentium D Presler a partire dal 27 luglio 2006 (inizialmente era previsto per ottobre).
Tra la seconda metà del 2006 e la prima metà del 2007 Intel unificò le proprie linee di prodotto Desktop e Notebook, grazie all'introduzione del Core 2 Duo Merom come sostituto del processore mobile Core Duo Yonah.

## La nuova strategia di Intel
Conroe vedeva la sua architettura interamente basata su quella del "fratello" Merom, ovvero la Intel Core Microarchitecture, e segnava un punto di svolta nella politica di mercato di Intel. La sua adozione in ambito desktop, infatti segnava la morte dell'architettura NetBurst che era alla base del Pentium 4 e dei Pentium D (Smithfield e Presler) e che si era rivelata efficace in un momento in cui aumentare la frequenza di clock non era un problema, ma straordinariamente inefficiente dal punto di vista del rapporto prestazioni/Watt. A partire dall'architettura NetBurst del Pentium 4 Northwood, Intel arrivò con Conroe a quintuplicare l'efficienza, e quindi le prestazioni, a parità di Watt dissipati. È evidente inoltre come fino a Smithfield, che manteneva fondamentalmente la stessa architettura del Pentium 4, tale aumento era stato molto marginale. Dato che ormai aumentare il clock era diventato quasi impossibile senza l'insorgere di numerose complicazioni legate alla dissipazione termica, quella dell'efficienza dell'architettura e la parallelizzazione delle operazioni, sembrava la strada migliore per proseguire il processo di innovazione.

## Caratteristiche tecniche

### Processo produttivo
Derivando dal progetto Merom, anche Conroe si basava su un approccio a Die Monolitico ma vedeva la rimozione di alcune specifiche caratteristiche tecniche legate al massimo risparmio energetico utili in sistemi notebook ma non in un processore desktop. Il consumo massimo si attestava intorno ai 65 W, non paragonabili con i soli 21 W dei Core 2 Duo Merom, ma praticamente la metà dei 130 W di Prescott, Smithfield e Presler. Il numero di transistor delle versioni a 4 MB di cache L2 era di circa 291 milioni per una superficie totale di 143 mm², mentre per le versioni a 2 MB se ne avevano 167 milioni per una superficie di 111 mm².
Vennero presentate versioni con cache L2 totale di 4 MB e altre con 2 MB, mentre l'FSB, che all'inizio sembrava rimanere quello a 800 MHz, grazie ad una serie di affinamenti progettuali, già nelle prime versioni raggiungeva i 1066 MHz e, successivamente, a metà 2007, arrivò fino a 1333 MHz. Inoltre, il processo produttivo a Die Monolitico permise di rendere la cache "condivisa" tra i due core, come avveniva del resto in Merom e nel suo predecessore Yonah. La cache condivisa era una grande innovazione rispetto a Presler, in quanto alcune istruzioni potrebbero essere già presenti nella cache; in Smithfield e Presler se uno dei due core aveva bisogno di un'istruzione e questa era presente nella cache ma solo in quella dell'altro core, era necessario andare a ricaricarla dalla memoria di sistema. In Conroe tale barriera venne a cadere ottimizzando quindi al meglio l'utilizzo di questa preziosa risorsa.
Il socket rimase l'LGA 775 utilizzato anche dagli ultimi Pentium 4 e dai Pentium D, ma non tutte le motherboard erano compatibili con Conroe. Si trattava di un problema di alimentazione, quindi solo quelle che implementavano un particolare regolatore di tensione, fedele alle specifiche, potevano supportare anche la nuova CPU.

#### Sfruttamento della cache L2
Nei processori dual core e multi core si pone il problema di come sfruttare la grande dotazione di cache L2 e come gestirne l'accesso da parte dei vari core. I diversi approcci di costruzione cui si è accennato poco sopra, comportano pro e contro relativamente ai metodi di fruizione di questa preziosa memoria aggiuntiva. Buona parte di questi aspetti è evidenziata nella voce Dual core (gestione della cache), in cui si fa riferimento anche ad altri processori che sfruttano i differenti approcci.

### Tecnologie implementate
Conroe conteneva tutte le principali tecnologie già disponibili sui processori Intel, quali MMX, SSE, SSE2 e SSE3 in versione migliorata. Inizialmente erano previste anche le nuove SSE4 che contengono significative migliorie nel campo multimediale, ma esse vennero poi rimandate al suo successore a 45 nm conosciuto come Wolfdale. Non mancava ovviamente il supporto alle istruzioni EM64T e alle tecnologie Vanderpool e XD-bit, mentre alcune indiscrezioni segnalavano anche la probabile presenza della tecnologia LaGrande. Grazie alla tecnologia SpeedStep Conroe poteva diminuire il clock fino a 1,6 GHz utilizzando un moltiplicatore pari a 6x; allo stesso tempo, i livelli di tensione del core venivano ridotti.
La tecnologia Hyper-Threading invece non venne implementata. Sebbene presente ormai da alcuni anni nei processori desktop di Intel, sembrava che il parco software del momento non sfruttasse adeguatamente i due core "logici" creati da Hyper-Threading in presenza di processori dual core e di conseguenza la sua implementazione appariva del tutto superflua.

## La nuova versione Extreme Edition
Storicamente Intel ha sempre presentato una versione "Extreme Edition" dei suoi processori, dedicata agli utenti più esigenti. Come successore del Pentium Extreme Edition, arrivò il Core 2 Extreme che, nella sua prima incarnazione, era basato anch'esso sul core Conroe.
Inizialmente sembrava che venisse presentata una versione di Conroe denominata X8xxx da 3,33 GHz con BUS a ben 1333 MHz, ma successivamente non si sono più avute conferme in tal senso. Il 26 maggio 2006 venne annunciata una versione chiamata X6800 da 2,93 GHz e BUS 1066 MHz, dalle specifiche molto più conservative, che poi fu la versione effettivamente presentata. Probabilmente Intel si rese conto che per battere AMD sul piano delle prestazioni, tale modello fosse già sufficiente, e da qui la scelta di non "bruciare" il modello superiore, posticipandolo a quando il mercato ne avrebbe avuto effettivo bisogno.
Era stato annunciato che a fine 2006 sarebbe arrivata anche una versione a 3,2 GHz, per affiancarsi alle prime versioni di Kentsfield ma poi questa presentazione non è più avvenuta.
Le versioni Extreme Edition "vere e proprie" furono in realtà basate proprio sul processore Kentsfield, dedicato (almeno inizialmente) specificatamente a questa linea. Si trattava di una CPU a 4 core, arrivata a novembre 2006.
Per quanto riguardava il consumo massimo le versioni Extreme Edition di Conroe non superavano i 75 W, ben al di sotto del modello di punta della concorrente AMD, vale a dire l'Athlon 64 FX 62, che consumava fino a 125 W.

## Varianti economiche di Conroe
Allo scopo di produrre CPU meno costose, dotate di un quantitativo di cache L2 inferiore, Intel presentò anche i core Allendale e Conroe-L. Il primo era dotato di solo 2 MB di cache L2 mentre il secondo esisteva in versioni da 1 MB (commercializzate con il nome commerciale Pentium Dual Core) e 512 kB (commercializzate con il nome commerciale Celeron (serie xxx) per le soluzioni single core e con il nome di Celeron Dual Core per quelle dual core).
Le prime versioni di processore Core 2 Duo con cache dimezzata, di 2 MB, venivano indicate da Intel come basate comunque su core Conroe invece che su Allendale; queste ultime sono effettivamente arrivate sul mercato ma solo in un secondo tempo. La differenza fondamentale risiedeva nel fatto che Allendale veniva prodotto direttamente con soli 2 MB di cache, quindi era più economico da produrre dato che il Wafer è in grado di contenere molti più die, mentre le varianti a 2 MB di Conroe, erano CPU tradizionali in cui ne veniva disabilitata una parte.

## Prezzi delle varie versioni di Conroe
I vari modelli di Conroe avevano due tipologie di sigle differenti; al momento del lancio era stata presentata la serie E6x00, caratterizzata dal BUS a 1066 MHz. Di seguito i prezzi al lancio dei primi modelli al debutto dell'architettura:
- Core 2 Duo E6700 - 530 $
- Core 2 Duo E6600 - 316 $
- Core 2 Duo E6400 - 224 $ (disponibile anche con core Allendale)
- Core 2 Duo E6300 - 183 $ (disponibile anche con core Allendale)

Successivamente, a inizio 2007, arrivò anche la serie E4x00, ma essa era basata esclusivamente sul core Allendale.
L'utilizzo della lettera "E" e di una numerazione a 4 numeri equiparava questi processori alle soluzioni Core Duo basate su core Yonah; nella nuova numerazione introdotta da Intel, la lettera "E" indicava un consumo di 50 W, tuttavia le CPU dual core basate su core Conroe consumavano tutte 65 W, tranne l'X6800 che consumava 75 W.
L'immancabile prima versione Extreme Edition, destinata ai videogiocatori più esigenti:
- Core 2 Extreme X6800 - 999 $

Il 22 aprile 2007 vennero aggiunti 2 nuovi modelli in tutto simili ai E6300 e E6400, tranne che per la dotazione di cache L2 (4 MB anziché 2 MB) mentre per le versioni a clock più elevato era stata applicata una riduzione di prezzo.
Di seguito modelli e prezzi aggiornati al 22 aprile 2007:
- Core 2 Duo E6700 - 316 $
- Core 2 Duo E6600 - 224 $
- Core 2 Duo E6420 - 183 $
- Core 2 Duo E6320 - 163 $

A metà ottobre 2006 Intel annunciò le successive versioni di Conroe arrivate poi a luglio 2007, in abbinamento al nuovo chipset Bearlake con BUS a 1333 MHz:
- Core 2 Duo E6850 - 266 $
- Core 2 Duo E6750 - 183 $
- Core 2 Duo E6550 - 163 $

## Conroe anche sui server monoprocessore
A settembre 2006 Intel dichiarò l'intenzione di usare i processori Conroe anche sui sistemi server basati su processore Xeon UP (unique processor). Si trattava in sostanza di usare le stesse versioni di processore destinate normalmente al mercato desktop in sistemi pensati per l'ambito server, quindi abbinati a particolari motherboard e memorie RAM con particolari requisiti di affidabilità e prestazioni. Era un modo per creare soluzioni con gli stessi requisiti di un server, senza la necessità di implementare le costose soluzioni biprocessore Xeon DP.
Le particolari versioni di Conroe destinate ai server, ricalcavano in tutto e per tutto le caratteristiche della propria controparte per i desktop tradizionali ma venivano identificate da un differente nome commerciale in modo da evidenziare la loro destinazione d'uso.
Di seguito i prezzi dei modelli presentati il 27 settembre 2006:
- Xeon UP 3070 - 530 $
- Xeon UP 3060 - 316 $
- Xeon UP 3050 - 224 $
- Xeon UP 3040 - 183 $

E qui quelli presentati un anno dopo con il BUS maggiorato:
- Xeon UP 3085 - 266 $
- Xeon UP 3075 - 183 $
- Xeon UP 3065 - 163 $

## La piattaforma di riferimento
Conroe era un processore che, nel settore desktop, continuava ad essere alla base delle piattaforme Averill, dedicata ai sistemi desktop in ambito "office", e Bridge Creek, pensata per quelli in ambito "home". Entrambe queste piattaforme erano precedentemente caratterizzate dalla presenza del predecessore di Conroe, Presler.
Nel settore server invece, le piattaforme di riferimento erano, e precisamente le nuove Kaylo e Wyloway.

## Primi test
Una nota testata giornalistica online, HKEPC, era riuscita a testare una versione preliminare di Conroe E6400 circa 2 mesi prima della presentazione ufficiale, overcloccandola dai 2,13 GHz originali fino a 3,1 GHz, ottenendo un risultato quasi sorprendente: nel benchmark SuperPI i risultati erano stati migliori di quelli ottenuti con un Pentium 4 Prescott, overcloccato a ben 7,2 GHz.
Un altro test, più approfondito, eseguito da HotHardware su un Conroe E6700 a 2,66 GHz confrontato sempre con un Athlon 64 FX 60 ma overcloccato a 2,8 GHz, mise in luce che Conroe era il 25% più veloce nella codifica DivX e circa il 19% in quella MP3 pur funzionando ad un clock inferiore.
Un famoso "overclocker", conosciuto con il nome di Fugger, riuscì con un sistema di raffreddamento criogenico a portare un Conroe a ben 4 GHz, mantenendo la perfetta stabilità operativa.

## Modelli arrivati sul mercato
La tabella seguente mostra i modelli di Core 2 Duo, Core 2 Extreme e Xeon UP, basati su core Conroe, arrivati sul mercato. Molti di questi condividono caratteristiche comuni pur essendo basati su diversi core; per questo motivo, allo scopo di rendere maggiormente evidente tali affinità e "alleggerire" la visualizzazione alcune colonne mostrano un valore comune a più righe. Di seguito anche una legenda dei termini (alcuni abbreviati) usati per l'intestazione delle colonne:
- Nome Commerciale: si intende il nome con cui è stato immesso in commercio quel particolare esemplare.
- Data: si intende la data di immissione sul mercato di quel particolare esemplare.
- Socket: lo zoccolo della scheda madre in cui viene inserito il processore. In questo caso il numero rappresenta oltre al nome anche il numero dei pin di contatto.
- N°Core: si intende il numero di core montati sul package: 1 se "single core" o 2 se "dual core".
- Clock: la frequenza di funzionamento del processore.
- Molt.: sta per "Moltiplicatore" ovvero il fattore di moltiplicazione per il quale bisogna moltiplicare la frequenza di bus per ottenere la frequenza del processore.
- Pr.Prod.: sta per "Processo produttivo" e indica tipicamente la dimensione dei gate dei transistor (180 nm, 130 nm, 90 nm) e il numero di transistor integrati nel processore espresso in milioni.
- Voltag.: sta per "Voltaggio" e indica la tensione di alimentazione del processore.
- Watt: si intende il consumo massimo di quel particolare esemplare.
- Bus: frequenza del bus di sistema.
- Cache: dimensione delle cache di 1º e 2º livello.
- XD: sta per "XD-bit" e indica l'implementazione della tecnologia di sicurezza che evita l'esecuzione di codice malevolo sul computer.
- 64: sta per "EM64T" e indica l'implementazione della tecnologia a 64 bit di Intel.
- HT: sta per "Hyper-Threading" e indica l'implementazione della esclusiva tecnologia Intel che consente al sistema operativo di vedere 2 core logici.
- ST: sta per "SpeedStep Technology" ovvero la tecnologia di risparmio energetico sviluppata da Intel e inserita negli ultimi Pentium 4 Prescott serie 6xx per contenere il consumo massimo.
- VT: sta per "Vanderpool Technology", la tecnologia di virtualizzazione che rende possibile l'esecuzione simultanea di più sistemi operativi differenti contemporaneamente.

| Core 2 Duo / Core 2 Extreme | Core 2 Duo / Core 2 Extreme | Core 2 Duo / Core 2 Extreme | Core 2 Duo / Core 2 Extreme | Core 2 Duo / Core 2 Extreme | Core 2 Duo / Core 2 Extreme | Core 2 Duo / Core 2 Extreme | Core 2 Duo / Core 2 Extreme | Core 2 Duo / Core 2 Extreme | Core 2 Duo / Core 2 Extreme | Core 2 Duo / Core 2 Extreme | Core 2 Duo / Core 2 Extreme | Core 2 Duo / Core 2 Extreme | Core 2 Duo / Core 2 Extreme | Core 2 Duo / Core 2 Extreme | Core 2 Duo / Core 2 Extreme |
| Nome Commerciale            | Data                        | Socket                      | N°Core                      | Clock                       | Molt.                       | Pr.Prod.                    | Voltag.                     | Watt                        | Bus                         | Cache                       | XD                          | 64                          | HT                          | ST                          | VT                          |
| --------------------------- | --------------------------- | --------------------------- | --------------------------- | --------------------------- | --------------------------- | --------------------------- | --------------------------- | --------------------------- | --------------------------- | --------------------------- | --------------------------- | --------------------------- | --------------------------- | --------------------------- | --------------------------- |
| Core 2 Duo E6300            | 27/lug/2006                 | 775                         | 2                           | 1,86 GHz                    | 7x                          | 65 nm 167 mil.              | 1,21 V                      | 65 W                        | 1066 MHz                    | L1=2x64KB L2=2 MB           | Sì                          | Sì                          | No                          | Sì                          | Sì                          |
| Core 2 Duo E6400            | 27/lug/2006                 | 775                         | 2                           | 2,13 GHz                    | 8x                          | 65 nm 167 mil.              | 1,21 V                      | 65 W                        | 1066 MHz                    | L1=2x64KB L2=2 MB           | Sì                          | Sì                          | No                          | Sì                          | Sì                          |
| Core 2 Duo E6320            | 22/apr/2007                 | 775                         | 2                           | 1,86 GHz                    | 7x                          | 65 nm 291 mil.              | 1,21 V                      | 65 W                        | 1066 MHz                    | L1=2x64KB L2=4MB            | Sì                          | Sì                          | No                          | Sì                          | Sì                          |
| Core 2 Duo E6420            | 22/apr/2007                 | 775                         | 2                           | 2,13 GHz                    | 8x                          | 65 nm 291 mil.              | 1,21 V                      | 65 W                        | 1066 MHz                    | L1=2x64KB L2=4MB            | Sì                          | Sì                          | No                          | Sì                          | Sì                          |
| Core 2 Duo E6600            | 27/lug/2006                 | 775                         | 2                           | 2,4 GHz                     | 9x                          | 65 nm 291 mil.              | 1,21 V                      | 65 W                        | 1066 MHz                    | L1=2x64KB L2=4MB            | Sì                          | Sì                          | No                          | Sì                          | Sì                          |
| Core 2 Duo E6700            | 27/lug/2006                 | 775                         | 2                           | 2,66 GHz                    | 10x                         | 65 nm 291 mil.              | 1,21 V                      | 65 W                        | 1066 MHz                    | L1=2x64KB L2=4MB            | Sì                          | Sì                          | No                          | Sì                          | Sì                          |
| Core 2 Extreme X6800        | 27/lug/2006                 | 775                         | 2                           | 2,93 GHz                    | 11x                         | 65 nm 291 mil.              | 1,21 V                      | 75 W                        | 1066 MHz                    | L1=2x64KB L2=4MB            | Sì                          | Sì                          | No                          | Sì                          | Sì                          |
| Core 2 Duo E6550            | 16/lug/2007                 | 775                         | 2                           | 2,33 GHz                    | 7x                          | 65 nm 291 mil.              | 1,21 V                      | 65 W                        | 1333 MHz                    | L1=2x64KB L2=4MB            | Sì                          | Sì                          | No                          | Sì                          | Sì                          |
| Core 2 Duo E6750            | 16/lug/2007                 | 775                         | 2                           | 2,66 GHz                    | 8x                          | 65 nm 291 mil.              | 1,21 V                      | 65 W                        | 1333 MHz                    | L1=2x64KB L2=4MB            | Sì                          | Sì                          | No                          | Sì                          | Sì                          |
| Core 2 Duo E6850            | 16/lug/2007                 | 775                         | 2                           | 3 GHz                       | 9x                          | 65 nm 291 mil.              | 1,21 V                      | 75 W                        | 1333 MHz                    | L1=2x64KB L2=4MB            | Sì                          | Sì                          | No                          | Sì                          | Sì                          |
| Xeon UP                     |                             |                             |                             |                             |                             |                             |                             |                             |                             |                             |                             |                             |                             |                             |                             |
| Xeon UP 3040                | 27/set/2006                 | 775                         | 2                           | 1,86 GHz                    | 7x                          | 65 nm 167 mil.              | 1,21 V                      | 65 W                        | 1066 MHz                    | L1=2x64KB L2=2 MB           | Sì                          | Sì                          | No                          | Sì                          | Sì                          |
| Xeon UP 3050                | 27/set/2006                 | 775                         | 2                           | 2,13 GHz                    | 8x                          | 65 nm 167 mil.              | 1,21 V                      | 65 W                        | 1066 MHz                    | L1=2x64KB L2=2 MB           | Sì                          | Sì                          | No                          | Sì                          | Sì                          |
| Xeon UP 3060                | 27/set/2006                 | 775                         | 2                           | 2,4 GHz                     | 9x                          | 65 nm 291 mil.              | 1,21 V                      | 65 W                        | 1066 MHz                    | L1=2x64KB L2=4MB            | Sì                          | Sì                          | No                          | Sì                          | Sì                          |
| Xeon UP 3070                | 27/set/2006                 | 775                         | 2                           | 2,66 GHz                    | 10x                         | 65 nm 291 mil.              | 1,21 V                      | 65 W                        | 1066 MHz                    | L1=2x64KB L2=4MB            | Sì                          | Sì                          | No                          | Sì                          | Sì                          |
| Xeon UP 3065                | 7/ott/2007                  | 775                         | 2                           | 2,33 GHz                    | 7x                          | 65 nm 291 mil.              | 1,21 V                      | 65 W                        | 1333 MHz                    | L1=2x64KB L2=4MB            | Sì                          | Sì                          | No                          | Sì                          | Sì                          |
| Xeon UP 3075                | 7/ott/2007                  | 775                         | 2                           | 2,66 GHz                    | 8x                          | 65 nm 291 mil.              | 1,21 V                      | 65 W                        | 1333 MHz                    | L1=2x64KB L2=4MB            | Sì                          | Sì                          | No                          | Sì                          | Sì                          |
| Xeon UP 3085                | 7/ott/2007                  | 775                         | 2                           | 3 GHz                       | 9x                          | 65 nm 291 mil.              | 1,21 V                      | 75 W                        | 1333 MHz                    | L1=2x64KB L2=4MB            | Sì                          | Sì                          | No                          | Sì                          | Sì                          |

Nota: la tabella soprastante è un estratto di quelle complete contenute nelle pagine del Core 2 Duo, Core 2 Extreme e Xeon.

## Termine della produzione dei primi esemplari di Conroe
Intel annunciò di voler sospendere entro gennaio 2008 la produzione dei seguenti modelli basati su Conroe: Core 2 Duo E6700, E6600, E6300, E6420 ed E6320 e Core 2 Extreme X6800.
Questa mossa mirava a lasciare sul mercato solo i modelli più recenti con BUS a 1333 MHz, e inoltre il progressivo abbandono delle soluzioni a 65 nm avrebbe facilitato il passaggio alle soluzioni a 45 nm.

## Il successore
A gennaio 2008 arrivò l'arrivo di tutta una nuova serie di processori Intel, basati sul nuovo processo produttivo a 45 nm. Il successore diretto di Conroe fu Wolfdale, in sostanza un Conroe prodotto a 45 nm con 6 MB di cache L2; la variante economica di Conroe, Allendale invece, venne seguita a sua volta dalla variante economica di Wolfdale, Ridgefield, con 3 MB di cache L2, sebbene tale nome in codice sia in realtà poco conosciuto e utilizzato da Intel soprattutto durante lo sviluppo del progetto